# Johan Columbus (skald)
Johan(nes) Jonæ Columbus, född 12 december 1640 i Husby prästgård, död 12 augusti 1684 i Uppsala, var en svensk universitetslärare, språkman och skald.

## Biografi
Vid 19 års ålder började Columbus studier vid Uppsala universitet, blev 1668 filosofie magister och året därpå filosofie adjunkt. År 1671 utnämndes Columbus till extra ordinarie professor och efterträdde 1673 professor Lars Fornelius som ordinarie poesis professor.
Columbus ägde stor kännedom om den klassiska litteraturen och var även mycket språkbegåvad. Han talade flytande tyska, franska och italienska och ansågs som en av Sveriges mest framstående skalder på latin.
Johan Columbus var son till prästen i Husby församling Jonas Columbus och Elisabet Tomasdotter och äldre bror till poeten Samuel Columbus. Han gifte sig 1672 med Margareta Scheffer, dotter till professor Johannes Schefferus.